# Jeff Gitelman
Jeff "Gitty" Gitelman (Moldávia, 5 de fevereiro de 1982) é um produtor musical, musicista e compositor moldávio.